# Гази Машаль Аджиль аль-Явер
Гази Машаль Аджиль аль-Явер (араб. غازي مشعل عجيل الياور‎) — иракский государственный деятель. Занимал должность исполняющего обязанности президента Ирака с 28 июня 2004 по 7 апреля 2005 года. Гази пренадлежит к арабскому племени Шаммар.

## Биография
Родился 11 марта 1958 году в Мосуле. В 1980-е годы он и его семья переехали в Саудовскую Аравию где он получил высшее образование, и в течение многих лет управлял телекоммуникационной компанией. Потом он отправился США, он изучал инженерное дело в Университете Джорджа Вашингтона в Вашингтоне.
После начала Иракской войны, он поддержал войска международной коалиции и свержение Саддама Хуссейна. 17 мая 2004 года из-за смерти Иззедина Салима, он стал президентом правительственного совета. В 2004 году он был избран исполняющим обязанности президента Ирака. Он был президентом с 28 июня 2004 по 7 апреля 2005 года. Гази выступал за федерализацию Ирака. Несмотря на то, что в США считали, что аль-Явер будет лояльным президентом, Гази обвинял США за то, что они устроили хаос в Ираке. Когда Гази аль-Яверу надо было покидать пост президента республики, он изначально отказался это делать. Вскоре после долгих переговоров он согласился стать одним из двух вице-президентов. На парламентских выборах в январе 2005 года, набрал 2% голосов.
В 2006 году он ушел с должности вице-президента, и вернулся к обычной жизни.
Обычно появляется на публике в традиционной арабской одежде; имеет широкую поддержку со стороны различных этнических и религиозных групп Ирака.

## Личная жизнь
Гази Машаль аль-Явер женат с 1984 года и он имеет 4 детей.